# Nelsonia (ssaki)
Nelsonia (Nelsonia) – rodzaj ssaków z podrodziny nowików (Neotominae) w obrębie rodziny chomikowatych (Cricetidae).

## Zasięg występowania
Rodzaj obejmuje gatunki występujące endemicznie w Meksyku.

## Morfologia
Długość ciała (bez ogona) 117–133 mm, długość ogona 108–126 mm, długość ucha 22–26 mm, długość tylnej stopy 25–30 mm; masa ciała 43–57 g.

## Systematyka
Rodzaj zdefiniował w 1897 roku amerykański zoolog Clinton Hart Merriam w artykule poświęconym nowemu gatunkowi i rodzajowi myszowatych z Meksyku, opublikowanym w czasopiśmieProceedings of the Biological Society of Washington. Gatunkiem typowym jest (oryginalne oznaczenie) nelsonia drobna (N. neotomodon). 

### Etymologia
Nelsonia: Edward William Nelson (1855–1934), amerykański przyrodnik i etnolog, kolekcjoner ze Stanów Zjednoczonych i Meksyku, prezes AOU w 1908  roku i dyrektor US Biological Survey w latach 1916-1927.

### Podział systematyczny
Do rodzaju należą następujące gatunki:
| Grafika | Gatunek             | Autor i rok opisu | Nazwa zwyczajowa | Podgatunki         | Rozmieszczenie geograficzne                                                                                               | Podstawowe wymiary                            | Status IUCN |
| ------- | ------------------- | ----------------- | ---------------- | ------------------ | --- | --------------------------------------------- | ----------- |
|         | Nelsonia goldmani   | Merriam, 1903     | nelsonia górska  | 2 podgatunki       | rozłącznie z górami południowego Jalisco, północno-wschodniej Colimy, Michoacán, północnego Meksyku i północnego Morelos) | DC: 11,7–13,3 cm DO: 10,8–12,6 cm MC: 43–57 g | EN          |
|         | Nelsonia neotomodon | Merriam, 1897     | nelsonia drobna  | gatunek monotypowy | Sierra Madre Zachodnia (południowe Durango, południowe Zacatecas, Aguascalientes i północne Jalisco)                      | DC: 11,8–12,1 cm DO: 10,9–11,7 cm MC: 43–55 g | LC          |

Kategorie IUCN:  LC  – gatunek najmniejszej troski,  EN  – gatunek zagrożony. 